# Coquillettidia albicosta
Coquillettidia albicosta är en tvåvingeart som först beskrevs av Peryassu 1908.  Coquillettidia albicosta ingår i släktet Coquillettidia och familjen stickmyggor. Inga underarter finns listade i Catalogue of Life.